# Huis van de Federatie
Het Huis van de Federatie of Federale Raad (Amhaars: የፌዴሬሽን ምክር ቤት, Yefedereshn Mekir Bet) is het hogerhuis van het parlement van Ethiopië en telt 112 leden. 
Het Huis van de Federatie werd in tegelijkertijd met het lagerhuis, het Huis van Volksafgevaardigden, in 1995 ingesteld. Het nieuwe tweekamerparlement verving hiermee de Shengo, het eenkamerparlement ten tijde van de communistische dictatuur.
Iedere etnische bevolkingsgroep in Ethiopië heeft recht op minstens een vertegenwoordiger in het Huis van de Federatie. De wetgevende lichamen van de 9 staten van Ethiopië kiezen elk op eigen wijze hun afgevaardigden (raadsleden). In enkele staten worden de afgevaardigden rechtstreeks gekozen. Een van de belangrijkste taken van het Huis van de Federatie is die van scheidsrechter in conflicten tussen volkeren of deelstaten.
De voorzitter van het Huis van de Federatie is sinds 2020 Adan Farah.

## Samenstelling
| Staat                                    | Aantal afgevaardigden | Aantal verschillende volkeren |
| ---------------------------------------- | --------------------- | ----------------------------- |
| Tigray                                   | 6                     | 3                             |
| Afar                                     | 2                     | 1                             |
| Amhara                                   | 17                    | 5                             |
| Oromia                                   | 19                    | 1                             |
| Harari                                   | 1                     | 1                             |
| Somali                                   | 4                     | 1                             |
| Benishangul-Gumuz                        | 5                     | 5                             |
| Yedebub Biheroch Bihereseboch na Hizboch | 54                    | 48                            |
| Gambela                                  | 4                     | 4                             |
| Totaal                                   | 112                   | 69                            |